# Soyouz TM-25

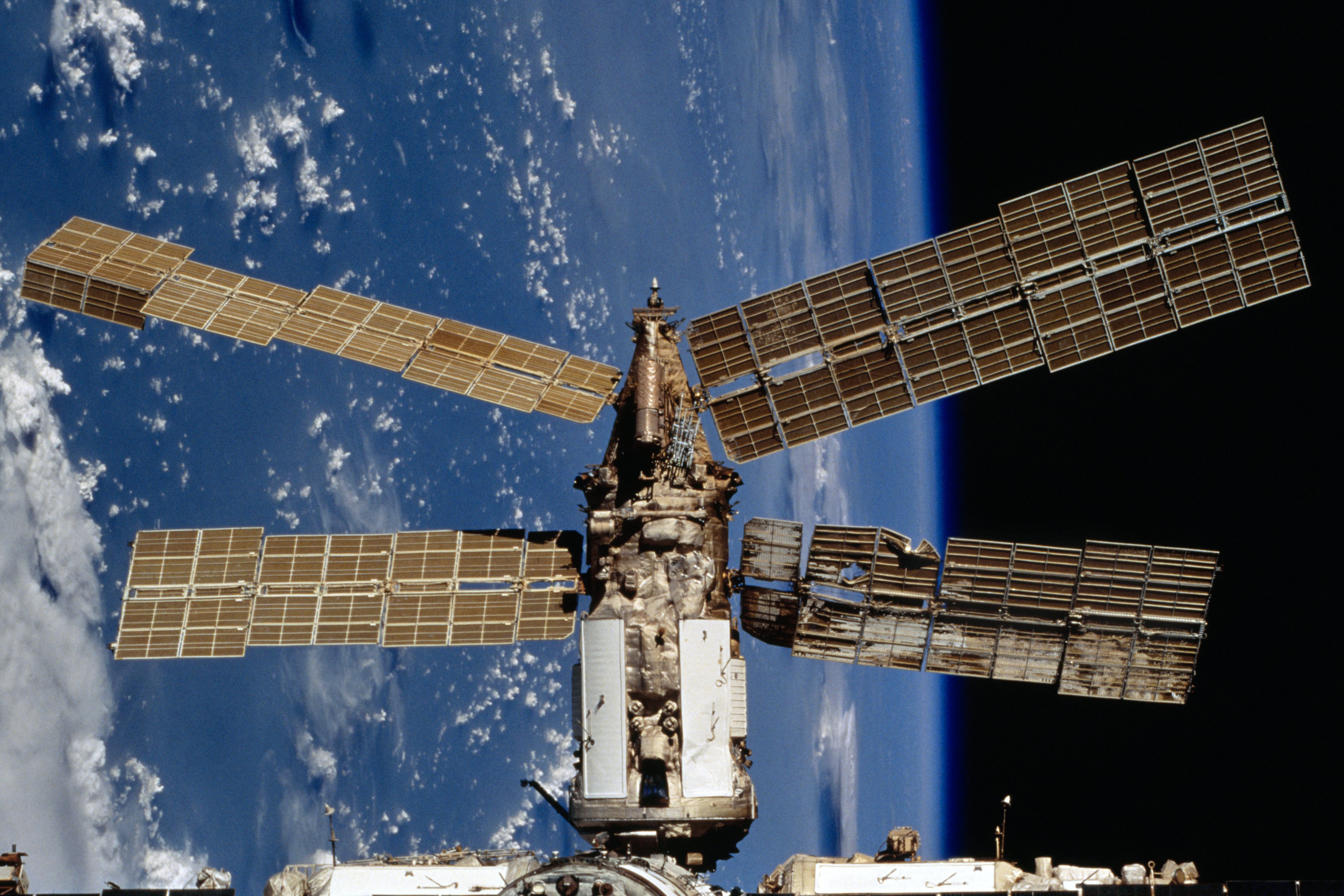
Le module Spektr endommagé le 25 juin 1997 par un Progress.

Soyouz TM-25 est une mission spatiale russe, ayant conduit son équipage vers la station Mir où elle séjourné six mois, de février à août 1997.
Durant le vol s'est produit un accident grave : le 25 juin, alors qu'il avait transporté des vivres et du carburant à l'équipage et s'était désarrimé la veille de la station, le vaisseau automatique Progress M34 a heurté violemment le module Spektr, provoquant aussitôt sa décompression. 
Lors du choc, aux côtés de Tsibliyev et Lazutkine se tenait l'astronaute américain Michael Foale. Les trois hommes ont fermé d'urgence l'écoutille reliant le module au reste de la station. Il n'y a finalement eu aucune victime mais le module ne sera plus utilisé par la suite et la station sera privée d'une partie de son énergie, du fait de la destruction partielle d'un panneau solaire.

## Équipage
Décollage :
- Vasili Tsibliyev (2)
- Aleksandr Lazutkin (1)
- Reinhold Ewald (1) de l'ESA (Allemagne)

Atterrissage :
- Vasili Tsibliyev (2)
- Aleksandr Lazutkin (1)

## Points importants
30e expédition vers Mir. Présence d'un astronaute allemand de l'ESA.